# Damazy Choraszewski
Damazy Gracjan Choraszewski (ur. 20 września 1912 w Gnieźnie, zm. 8 stycznia 1990 w Kępnie) – kapitan Wojska Polskiego, sędzia.

## Życiorys
W maju 1931 ukończył naukę w Państwowym Gimnazjum im. Bolesława Chrobrego w Gnieźnie. W latach 1932–1935 studiował prawo na Uniwersytecie Poznańskim.
11 sierpnia 1931 wstąpił do Szkoły Podchorążych Rezerwy Kawalerii w Grudziądzu. Służbę ukończył 30 czerwca 1932, otrzymując stopień kaprala podchorążego rezerwy. Od 17 maja do 9 lipca 1932 uczęszczał na dwumiesięczny kurs unitarny broni pancernych w Centrum Wyszkolenia Broni Pancernych w Warszawie. W tym samym roku – od 10 lipca do 12 września – pełnił służbę w 1 pułku pancernym w Poznaniu. 1 stycznia 1935 roku został mianowany podporucznikiem rezerwy. W okresie od 20 czerwca do 30 lipca 1938 roku ukończył sześciotygodniowy kurs techniczno-warsztatowy dla oficerów rezerwy broni pancernych w Centrum Wyszkolenia Broni Pancernych w Modlinie.
Zmobilizowany 25 sierpnia 1939 roku w 1 batalionie pancernym w Poznaniu. Został przydzielony do kolumny samochodów ciężarowych nr 753 jako jej dowódca. W czasie kampanii wrześniowej kolumna działała na korzyść oddziałów 17 Wielkopolskiej Dywizji Piechoty (Armia „Poznań”). 2 września przewiózł I batalion 68 pułku piechoty z lasu Strzałkowa w rejon Tarnowa. 15 września, za podciągnięcie pociągu z amunicją w rejon Bzury, został podany do odznaczenia Krzyżem Walecznych. Następnie przewoził broń samochodami w kierunku Wyszogrodu, gdzie dostarczył ją jednostkom artylerii. 17 września, po rozbiciu wojsk polskich, przeprawił się przez rzekę do Puszczy Kampinoskiej. Od 20 do 28 września brał udział w obronie Warszawy. Był dowódcą, utworzonej przez siebie, V kolumny samochodów ciężarowych, która zaopatrywała wojsko w amunicję i pożywienie. Po kapitulacji zdał samochody Zakładowi Oczyszczania Miasta. Od 2 października 1939 do 27 stycznia 1945 przebywał w niewoli – początkowo w Oflagu XI B w Brunszwiku, a od połowy 1940 w Oflagu II C w Woldenbergu.
Po wojnie służył w Wojsku Polskim od 9 maja do 3 listopada 1945 roku, w stopniu porucznika, w Kwatermistrzostwie Dowództwa Okręgu Wojskowego Nr III. W 1963 roku został mianowany kapitanem.
W roku akademickim 1947/1948 uzyskał tytuł magistra praw na Uniwersytecie Poznańskim. W dwa lata później przeprowadził się z rodziną do Kępna. W latach 1950–1978 pracował w resorcie Ministerstwa Sprawiedliwości. Od 1954 roku aż do przejścia na emeryturę był wiceprezesem Sądu Powiatowego w Kępnie. Zmarł 8 stycznia 1990.

## Ordery i odznaczenia
- Krzyż Walecznych
- Krzyż Kawalerski Orderu Odrodzenia Polski
- Medal Zwycięstwa i Wolności 1945
- Medal „Za Warszawę 1939–1945"
- Medal „Za udział w wojnie obronnej 1939”;
- Odznaka Grunwaldzka